# Cristina Marcos
Cristina Marcos Juez (Barcelona, 19 de dezembro de 1963) é uma atriz espanhola. Em 1995, ganhou o Prêmio Goya de melhor atriz pelo seu papel no filme Todos los hombres sois iguales.